# Courtella hamifera
Courtella hamifera is een vliesvleugelig insect uit de familie vijgenwespen (Agaonidae). De wetenschappelijke naam is voor het eerst geldig gepubliceerd in 1912 door Jean-Jacques Kieffer.
Courtella hamifera is de typesoort van het geslacht Courtella, dat Kieffer samen met de soort beschreef in zijn publicatie. Ze werd ontdekt in Togo.